# موجة التروبوسفير
موجة التروبوسفير في الاتصالات، الموجة التروبوسفيرية هي موجة راديوية تنتشر بالانعكاس من مكان تغير مفاجئ في ثابت العزل الكهربائي ،أو تدرجه في طبقة التروبوسفير. في بعض الحالات، قد يتم تغيير الموجة الأرضية بحيث تظهر مكونات جديدة من الانعكاس في مناطق ذات ثابت عازل سريع التغير. عندما يتم تمييز هذه المكونات عن المكونات الأخرى، فإنها تسمى «موجات التروبوسفير».